# Rajmund Duracz
Rajmund Duracz (ur. 29 sierpnia?/10 września 1893 w Dobrej, w pow. humańskim, zm. w kwietniu 1940 w Katyniu) – kapitan administracji (piechoty) Wojska Polskiego, ofiara zbrodni katyńskiej.

## Życiorys
Urodził się w rodzinie Anastazego i Faustyny z Jankowskich. Absolwent gimnazjum klasycznego w Humaniu (1915) i Uniwersytetu w Kazaniu (1917). W 1914 powołany do armii rosyjskiej i skierowany do szkoły chorążych. Przez dwa kolejne lata pełnił w szkole podchorążych funkcję instruktora. W maju 1917 przeniesiony do 15 Szlisselburskiego pułku piechoty i wysłany na front niemiecki. Po rewolucji bolszewickiej wstąpił do III Korpusu Polskiego i służył w nim do rozbrojenia przez Austriaków. 
W grudniu 1918 wstąpił do Wojska Polskiego, zweryfikowany w stopniu podporucznika, i wraz z 144 pułkiem strzelców kresowych walczył w kampanii 1920. Dowodził plutonem a następnie kompanią. 16 września 1920 wyróżnił się w bitwie pod Kiwercami, gdzie poprowadził podległych mu żołnierzy do ataku na bagnety.
W okresie międzywojennym pozostał w wojsku, służył w 71 pułku piechoty. W 1921 ukończył kurs doskonalenia oficerów piechoty w Warszawie. 3 maja 1922 został zweryfikowany w stopniu porucznika ze starszeństwem z 1 czerwca 1919 roku i 2255. lokatą w korpusie oficerów piechoty, a jego oddziałem macierzystym był nadal 71 pułk piechoty. W 1926 przeniesiony do 7 pułku piechoty Legionów. W 1928 był w stopniu kapitana ze starszeństwem z dniem 1 stycznia 1928 i 187. lokatą w korpusie oficerów piechoty. Ukończył kurs w Centrum Wyszkolenia Łączności w Zegrzu. We wrześniu 1931 dostał przydział na stanowisko instruktora łączności w Szkole Podchorążych dla Podoficerów w Bydgoszczy, a następnie objął stanowisko (1937) zastępcy dyrektora nauk. Po zlikwidowaniu Szkoły Podchorążych (1938) przeniesiony do Korpusu Kadetów nr 2 w Rawiczu na stanowisko kierownika Kursu Przygotowawczego do Szkół Podchorążych. Po ewakuacji z Rawicza Korpusu Kadetów do Lwowa w sierpniu 1939, stawił się w Lesznie w 55 pułku piechoty zgodnie z rozkazem mobilizacyjnym.  
W kampanii wrześniowej 1939 walczył w 55 pułku piechoty. Po agresji ZSRR na Polskę 18 września wzięty do niewoli przez Sowietów i osadzony w Kozielsku. Późną jesienią tego roku jego rodzina dowiedziała się, że przebywa w niewoli sowieckiej z kartki wyrzuconej z zakratowanego wagonu na stacji kolejowej w Chełmie przez nieznanego żołnierza lub podoficera. Z obozu w Kozielsku Rajmund Duracz wysłał tylko jeden list z datą 24 listopada 1939. Między 3 a 5 kwietnia 1940 został przekazany do dyspozycji naczelnika smoleńskiego obwodu NKWD – lista wywózkowa LW bez numeru, poz. 100 z 1 kwietnia 1940. Został zamordowany między 4 a 7 kwietnia 1940 przez NKWD w lesie katyńskim i tam pogrzebany w bezimiennej mogile zbiorowej, gdzie od 28 lipca 2000 mieści się oficjalnie Polski Cmentarz Wojenny w Katyniu. Zidentyfikowany podczas ekshumacji prowadzonej przez Niemców w 1943, zapis w dzienniku ekshumacji pod datą 15 maja 1943. Figuruje na liście AM-224-2128 i liście Komisji Technicznej PCK pod numerem 02128. Jego nazwisko znajduje się na liście ofiar w Nowym Kurierze Warszawskim z 22 czerwca 1943. 
Był żonaty ze Stefanią, z którą miał córkę Stefanię.

## Upamiętnienie
5 października 2007 minister obrony narodowej Aleksander Szczygło mianował go pośmiertnie na stopień majora. Awans został ogłoszony 9 listopada 2007 w Warszawie, w trakcie uroczystości „Katyń Pamiętamy – Uczcijmy Pamięć Bohaterów”.
Zespół Szkół im. J. Koszczyca Witkiewicza w Kazimierzu Dolnym zasadził Dąb Pamięci kapitana Rajmunda Duracza.

## Ordery i odznaczenia
- Krzyż Walecznych dwukrotnie[4]
- Srebrny Krzyż Zasługi – 1938[1]
- Medal Pamiątkowy za Wojnę 1918–1921[1]
- Medal Dziesięciolecia Odzyskanej Niepodległości[1]
- Brązowy Medal za Długoletnią Służbę[1]
- Krzyż Kampanii Wrześniowej – pośmiertnie 1 stycznia 1986[18]